# طاهره میرزاده
طاهره میرزاده (زاده: ۱۳۵۵ ولسوالی حصه دوم کوهستان، ولایت کاپیسا) سیاستمدار افغانستانی و نماینده مردم کاپیسا در دوره پانزدهم مجلس نمایندگان افغانستان است.

## زندگی‌نامه
طاهره میرزاده متولد ۱۳۵۵ از ولسوالی حصه دوم کوهستان ولایت کاپیسا افغانستان است. وی دارای مدرک تحصیلی چهارده پاس از دارالمعلمین کاپیسا است.

## دیگر فعالیت‌ها
- معلم، سر معلم و مدیر.[۱]
- ماستر ترینر به موسسهCRS[۱]